# Sunja

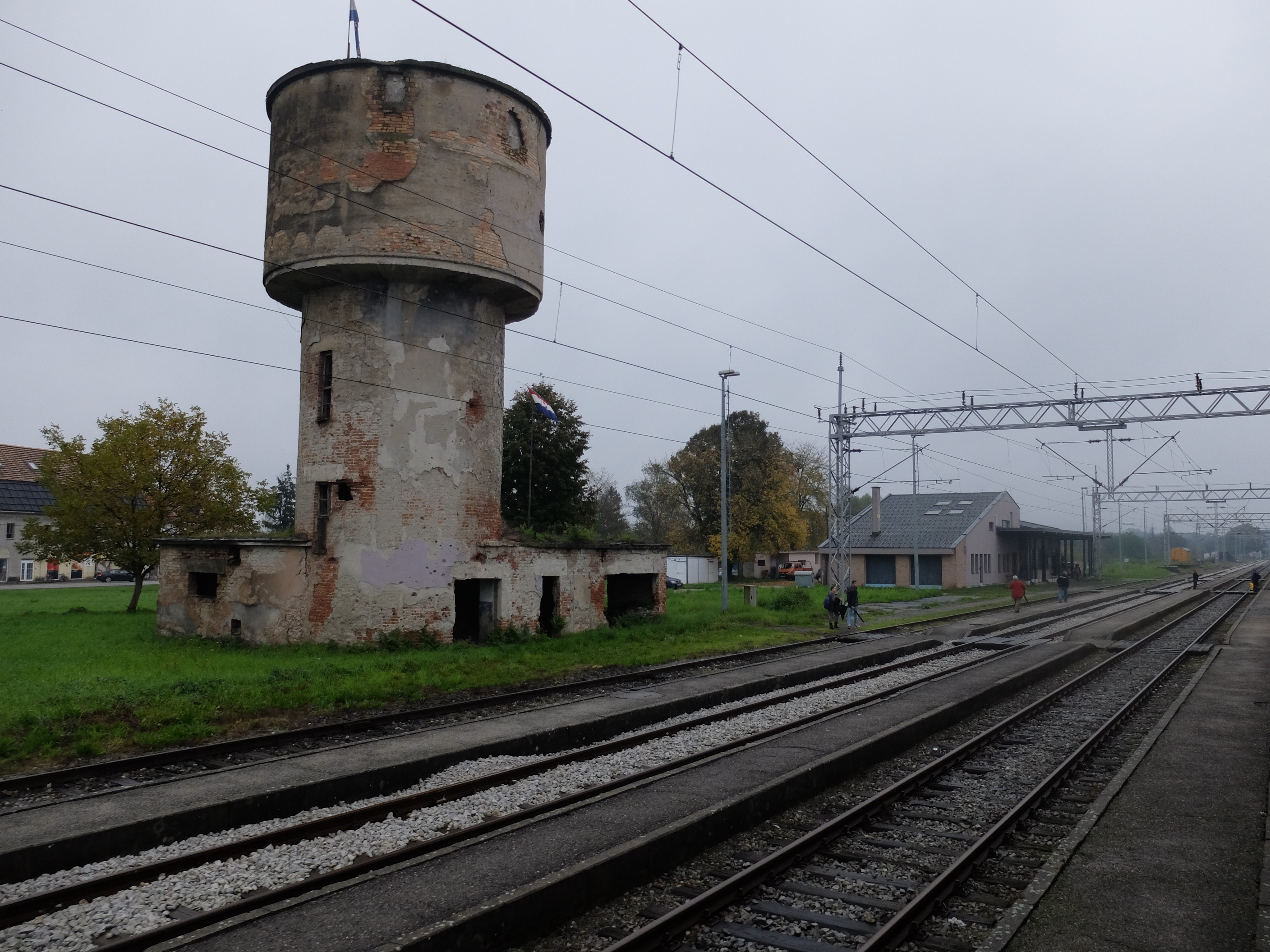
Estación de trenes

Sunja es un municipio de Croacia en el condado de Sisak-Moslavina.

## Geografía
Se encuentra a una altitud de 101 m s. n. m. a 85,3 km de la capital nacional, Zagreb.

## Demografía
En el censo 2011, el total de población del municipio fue de 5745 habitantes, distribuidos en las siguientes localidades:
- Bestrma - 86
- Bistrač - 41
- Blinjska Greda - 36
- Bobovac -  333
- Brđani Cesta - 126
- Brđani Kosa - 103
- Crkveni Bok - 119
- Čapljani -  37
- Četvrtkovac - 233
- Donja Letina - 31
- Donji Hrastovac - 229
- Drljača - 275
- Gornja Letina - 72
- Gradusa Posavska - 91
- Greda Sunjska - 371
- Ivanjski Bok - 35
- Jasenovčani - 41
- Kinjačka - 194
- Kladari - 7
- Kostreši Šaški - 71
- Krivaj Sunjski - 120
- Mala Gradusa - 23
- Mala Paukova - 42
- Novoselci - 38
- Papići -56
- Petrinjci - 175
- Pobrđani - 22
- Radonja Luka - 29
- Selišće Sunjsko - 39
- Sjeverovac - 35
- Slovinci - 152
- Staza - 221
- Strmen  - 133
- Sunja  - 1 415
- Šaš - 316
- Timarci - 118
- Vedro Polje - 119
- Velika Gradusa - 87
- Vukoševac - 20
- Žreme - 66